# The Seventh House (альбом IQ)
| Оценки критиков | Оценки критиков |
| Источник        | Оценка          |
| --------------- | --------------- |
| Allmusic        | [ 1 ]           |
| DPRP            | (8.9/10) (mean) |

The Seventh House — восьмой студийный альбом британской группы IQ в жанре нео-прогрессивный рок, записанный в 2000 году и выпущенный в июне 2001 года.

## Список композиций
1. «The Wrong Side of Weird» — 12:24
2. «Erosion» — 5:43
3. «The Seventh House» — 14:23
4. «Zero Hour» — 6:57
5. «Shooting Angels» — 7:24
6. «Guiding Light» — 9:58

Все треки записаны группой IQ, тексты Питера Николлса (Peter Nicholls).

## Участники записи
- Питер Николлс — вокал и бэк-вокал;
- Мартин Орфорд — клавишные, бэк-вокал;
- Майк Холмс — гитара, гитарный синтезатор, клавишные;
- Джон Джоуитт — бас-гитара, бэк-вокал;
- Пол Кук — ударные и перкуссия.